# Corporación Eléctrica del Ecuador
La Corporación Eléctrica del Ecuador (CELEC) es una empresa pública encargada de generar y transmitir energía eléctrica al país y bajo el control del Ministerio de Energía y Recursos Naturales No Renovables.

## Creación
La CELEC comenzó el 14 de enero del 2010 cuando el Presidente Rafael Correa dispuso la unificación de varias empresas que antiguamente pertenecían al estado pero transformadas en sociedades anónimas en 1996 en el gobierno de Sixto Durán Ballén, con la expectativa de ser posteriormente vendidas, parcial o totalmente, al sector privado.
CELEC es el resultado de la fusión de seis empresas, cinco de generación (Hidropaute, Hidroagoyán, Electroguayas, Termopichincha, Termoesmeraldas),  más la empresa transmisora de electricidad Transelectric. Las empresas fusionadas se volvieron unidades de negocio de CELEC, con suficiente autonomía para continuar operando sus proyectos y obras, pero compartiendo una sola estrategia empresarial. Las unidades de negocio no compiten entre sí.
CELEC nació con un patrimonio de 2.519 millones de dólares con el que se asegura el fortalecimiento del sector. Cada mes ingresan 34 millones de dólares por la venta de energía a las distribuidoras y la transmisión de electricidad, los que garantizan las operaciones de las centrales hidroeléctricas y térmicas.
La matriz de la CELEC está en la ciudad de Cuenca.

## Generación de energía
La CELEC tiene una capacidad instalada de 1.941 megavatios (MW) mientras que su producción de energía es de alrededor de 9.825 gigavatios hora al año (GW h/año) lo que representa el 61% del consumo nacional.
En 2008, la producción total nacional de hidroenergía ascendía a 11.293 GWh (que equivale a 6.997 kBEP o kilo barriles equivalentes de petróleo) mientras la producción de otras formas renovables de energía representaba 2 kBEP. En total, la energía limpia representaba en Ecuador 6.999 kBEP. A 2018, Ecuador genera 20.678 GWh (esto es, 12.812 kBEP) de hidroenergía y 233 kBEP de otras formas renovables. CELEC es responsable del mayor porcentaje de energía renovable generada en Ecuador.

## Ecología
Uno de los objetivos de la institución es impulsar proyectos que produzcan energía más amigable con el ambiente y por eso es que la CELEC está promoviendo la obtención de certificados de bonos de carbono. El interés por la compra anticipada de bonos del proyecto Paute-Sopladora es un ejemplo de la iniciativa de cuidado ambiental de la entidad.
A esto se suma la aplicación de la Estrategia Nacional Ambiental, en la que se toma en cuenta los asentamientos humanos, programas de descontaminación y recuperación de fuentes hídricas.

## Unidades de Negocio
Actualmente, CELEC está organizada en catorce unidades de negocio:
1. Coca Codo Sinclair: Opera las centrales hidroeléctricas Coca Codo Sinclair con 1.500 MW de potencia y Manduriacu de 65 MW de potencia. Construye el proyecto hidroeléctrico Quijos, que tiene 46% de avance de obra y se proyecta tendrá 50 kW de potencia. Ubicada en Napo.[6]
2. EnerJubones: Opera la central hidroeléctrica Minas San Francisco, de 270 MW de potencia. Ubicada en Azuay.[7]
3. HidroAgoyán: Opera las centrales hidroeléctricas Agoyán, Pucará y San Francisco, cuya potencia es 230 MW. Administra un Centro de Investigación CIRT. Ubicada en Tungurahua.[8]
4. HidroAzogues: Opera la central hidroeléctrica Mazar-Dudas, cuya potencia es 20,82 MW. Ubicada en Cañar.[9]
5. HidroNación: Opera el complejo hidráulico multipropósito Jaime Roldós Aguilera, que se compone de la central hidroeléctrica Marcel Laniado de Wind de 213 MW de potencia y de la central hidroeléctrica Baba de 42 MW de potencia. Ubicada en las provincias de Los Ríos y Guayas.[10]
6. HidroPaute: Opera las centrales hidroeléctricas Mazar, Molino y Sopladora. Ubicada en Azuay.[11]
7. HidroToapi: Opera el proyecto hidroeléctrico Toachi-Pilatón, conformado por la central Sarapullo, de 49 MW de potencia y Toachi-Alluriquín con una potencia de 204 MW.[12] El proyecto hidroeléctrico Toachi-Pilatón fue contratado el 25 de octubre de 2010 a la empresa rusa Inter Rao por $145 millones. El 30 de marzo de 2017, CELEC terminó unilateralmente dicho contrato y el 14 de diciembre de 2018, Inter Rao llevó el caso a arbitraje ante el Centro de Arbitraje y Mediación de Santiago, en Chile.[13]
8. GenSur: Opera el proyecto eólico Villonaco de 16,5 MW de potencia y la central hidroeléctrica Delsitanisagua de 180 MW de potencia. Ubicado en Loja.[14]
9. ElectroGuayas: Opera las centrales termoeléctricas Gonzalo Zevallos G. de 73 MW de potencia, Trinitaria de 125 MW, Dr. Enrique García y Santa Elena de 90 MW de potencia. Ubicada en Guayas y Santa Elena.[15]
10. TermoEsmeraldas: Opera las centrales termoeléctricas Esmeraldas I de 132 MW de potencia[16] y Esmeraldas II de 96 MW de potencia.[17] Ubicada en Esmeraldas.
11. TermoGasMachala: Opera las unidades de generación termoeléctrica ubicadas en Machala, que suman 120 MW de potencia y construye un proyecto térmico de ciclo combinado previsto en 325 MW de potencia. Ubicada en El Oro.[18]
12. TermoManabí: Opera las centrales termoeléctricas Jaramijó de 149,2 MW de potencia,[19] Manta II de 20,4 MW de potencia,[20] Miraflores de 61,8 MW de potencia,[21] Turbina Miraflores TG1 de 22,8 MW de potencia[22] y Central Pedernales de 5 MW de potencia.[23] Ubicada en Manabí.
13. TermoPichincha: Opera las centrales termoeléctricas Guangopolo I, Guangopolo II, Sacha, Isla Puná, Galápagos, Quevedo II, Jivino, Santa Rosa y Sistemas Menores. Ubicada en Pichincha.[24]
14. TransElectric: Opera el Sistema Nacional Interconectado. Sede en Quito.[25]

En 2019, el gobierno del presidente Lenín Moreno ejecuta un proyecto de eficiencia que reducirá el número de unidades de negocio.

## Responsabilidad social corporativa
En cumplimiento de la Ley Orgánica del Servicio Público de Electricidad, la generación de CELEC incluye asignaciones a las provincias y cantones donde se ubican los proyectos de generación eléctrica.

### Proyectos de infraestructura en la comunidad
A 2018, CELEC ha invertido $57,87 millones proyectos de apoyo a la comunidad en: infraestructura y vialidad, electrificación, servicios básicos y saneamiento, conservación ambiental, educación emprendimiento productivo y salud.

### Programa de eficiencia energética en campos petroleros
En asocio con Petroamazonas, CELEC energiza varios bloques petroleros, que antes dependían de energía autónoma. El 15 de septiembre del 2021 energizaron un switchgear que provee energía a la Estación Cuyabeno del Bloque 58 en la provincia de Sucumbíos.